# الغارة القرمطية على قافلة الحجاج (924)
في مارس 924، هاجم قرامطة البحرين قافلة للحجاج كانت في طريق عودتها من من مكة إلى العراق فتغلب القرامطة على حراسة القافلة وأسروا العديد من الحجاج ومعهم قائد الحراسة أبو الهيجاء الحمداني قبل أن يفرجوا عنهم مقابل فدية، وقد أدت الغارة إلى جانب الفشل في منع نهب البصرة قبل بضعة أشهر إلى اضطرابات شعبية في بغداد وإقالة وإعدام وزير الخلافة العباسي ابن الفرات.

## الخلفية
في عقد الـ890 م، أسس الدعوي الإسماعيلي أبو سعيد الجنابي دولة القرامطة المستقلة في إقليم البحرين. وفي خلال حكم أبو سعيد، ظل قرامطة البحرين هادئين وغير مشاركين في الانتفاضات الإسماعيلية التي تصاعدت في عقد الـ900 ضد الخلافة العباسية في كلّ من الشام والعراق، وبصرف النظر عن الغارة على البصرة عام 912، حافظوا على السلام مع العباسيين، كما تلقوا تبرعات من المال والأسلحة من قبل الوزير العباسي علي بن عيسى بن الجراح.
في يناير 923، نجح أصغر أبناء أبو سعيد والذي عرف بإسم أبو طاهر الجنابي بعد أن بلغ من العمر 16 عاماً في قيادة القرامطة. في الوقت نفسه فقد علي بن عيسى منصبه الوزاري وحل محله منافسه الأكثر تشدداً ابن الفرات والذي فضل العمل العسكري. كان أبو طاهر شاباً طموحاً ورُبما كان يريد ترك بصمة له والقيام بشيء مُغاير عن أبيه فكان أول عمل له هو مهاجمة مدينة البصرة التي استمرت لسبعة عشر يوماً في أغسطس 923. وبدلاً من الرد على تهديد القرامطة ظل ابن الفرات مهتمًا بتأمين منصبه، ونفي أو تعذيب وقتل العديد من منافسيه المحتملين.

## مداهمة القافلة
في مارس 924 انطلق الحجاج في رحلات العودة من مكة باتجاه بغداد حيث كان فيها أعداد كبيرة من أهالي بغداد، تعرضت القافلة الأولى المتجهة إلى العراق للهجوم والذبح من قبل أبو طاهر ورجاله في الهبير. وصل هذا الخبر إلى القوافل اللاحقة والتي ضمت العديد من كبار المسؤولين وأعضاء البلاط العباسي، عند وصولهم إلى منطقة جنوب الهبير تُدعى فَيْد، وهناك توقفوا مؤقتاً بسبب التردد في مسار عملهم ومن ناحية أخرى للسماح للقوافل التي تتبعهم بالانضمام حتى يتمكنوا معاً من الحصول على فرصة أفضل وحشد أكبر عدد ممكن لمواجهة القرامطة. اقترح قائد حراس الحجاج الزعيم البدوي أبو الهيجاء الحمداني قيادتهم عبر طريق بديل إلى وادي القرى شمال المدينة المنورة، لكن الحجاج رفضوا اقتراحه لأنه سيترتب على ذلك مخاطر مثل أن بدأت تنفد الإمدادات التي لديهم، فقررت القوافل الاتجاه نحو الحبير، ولما كان مكلفاً بحمايتهم تبعهم أبو الهيجاء بنفسه. 
في الحبير باغت أبو طاهر الجنابي مع 800 من الفرسان و 1000 من المشاة بسرعة على قافلة الحجاج وقتل العديد منهم وأسر العديد منهم بمن فيهم أبو الهيجاء وأحمد بن كشمرد ونحرير، وأحمد بن بدر عمُّ والدة الخليفة المقتدر بالله. تم نقل الأسرى إلى عاصمة القرامطة بالأحساء قبل الإفراج عنهم مقابل فدية كبيرة. تُرك الحجاج العاديون إلى حد كبير وراءهم كل شيء كان معهم بسبب احتجاز القرامطة لإمداداتهم وجمالهم وبسبب ذلك لقي الكثيرون حتفهم من العطش والإرهاق أثناء محاولتهم الوصول إلى المناطق المستقرة. بالإضافة إلى ذلك أخذ القرامطة كنزاً هائلاً من النقود والمجوهرات والأشياء الثمينة بما في ذلك مظلة احتفالية الخليفة. 

## ما بعد الكارثة
جعل هجوم البصرة عام 923 والهجوم على قافلة الحج هذه الذين سقطا في نفس العام الهجري (311 هـ) أن يُسميها المؤرخين "عام الدمار".  كما اندلعت أعمال شغب في شوارع بغداد ضد الوزير ابن الفرات الذي فقد أنواع الدعم، بسبب تعذيبه لمسؤولين سابقين لانتزاع الأموال كما فشل في ضمان رواتب الجيش، كما أنهى الهجوم على قافلة الحج دعم عامة الناس للوزير.
وقد استدعاه الخليفة العَبَّاسيّ جَعْفَر اَلمُقتَدِر بِالله ووجَّه تُهَم إلى ابن الفرات، وقد حلف الأخير بأنه لم يُكاتب القَرامِطة ولم يُهادِنهُم وكان اَلمُقْتَدِر مُعرَض عَنه ولَم يُصَدِّقه وقد وصلت الأنباء بأن جَيش القَرامِطة مُتَّجِهين إلى الكوفة فخَرجَ الخليفة بنفسه مع قاداته في جيش كبير ولكن عَلِمت القَرامِطة بتجهيزات الجيش العَبَّاسيّ واِنتظار مجيئهم فخافوا وعادوا حينئذ، ليُكملوا مخططهم في الهجوم على الكوفة من نفس السنة.
وفي 16 يوليو، تم عزل الوزير وإعدامه مع ابنه المحسن، في ما يرقى إلى حد الانقلاب العسكري. يمثل الحدث هيمنة الجيش على الحكام المدنيين، مع عواقب وخيمة على المستقبل.
واصل القرامطة مهاجمة قوافل الحج على مدى السنوات التالية ، وشنوا غزواً كبيراً للعراق في عام 927، والذي هدد بغداد نفسها في وقت من الأوقات وامتد حتى الجزيرة الفراتية.
وفي عام 930، قام القرامطة بالهجوم على مكة ونهبها ولكن بسبب الاضطرابات الداخلية هدأ التهديد القرامطي في النهاية وأقيمت علاقات سلمية بين القرامطة والخلافة العباسية.